# 11288 Okunohosomichi
11288 Okunohosomichi este un asteroid din centura principală, descoperit pe 10 decembrie 1990, de Tsutomu Seki.